# Kanton Villiers-Saint-Georges
Der Kanton Villiers-Saint-Georges ist ein ehemaliger, bis 2015 bestehender französischer Wahlkreis im Arrondissement Provins im Département Seine-et-Marne und in der Region Île-de-France; sein Hauptort war Villiers-Saint-Georges, Vertreter im Generalrat des Départements war ab 1998 Nicolas Fénart (UMP).

## Gemeinden
Der Kanton umfasste 19 Gemeinden:
| Gemeinde                  | Einwohner Jahr | Fläche km² | Bevölkerungsdichte | Postleitzahl | Code INSEE |
| ------------------------- | -------------- | ---------- | ------------------ | ------------ | ---------- |
| Augers-en-Brie            | 305 (2013)     | –          | – Einw./km²        | 77560        | 77012      |
| Beauchery-Saint-Martin    | 411 (2013)     | –          | – Einw./km²        | 77560        | 77026      |
| Beton-Bazoches            | 874 (2013)     | –          | – Einw./km²        | 77320        | 77032      |
| Cerneux                   | 317 (2013)     | –          | – Einw./km²        | 77320        | 77066      |
| Chalautre-la-Grande       | 715 (2013)     | –          | – Einw./km²        | 77171        | 77072      |
| Champcenest               | 180 (2013)     | –          | – Einw./km²        | 77560        | 77080      |
| Courchamp                 | 153 (2013)     | –          | – Einw./km²        | 77560        | 77134      |
| Courtacon                 | 248 (2013)     | –          | – Einw./km²        | 77560        | 77137      |
| Léchelle                  | 571 (2013)     | –          | – Einw./km²        | 77171        | 77246      |
| Louan-Villegruis-Fontaine | 514 (2013)     | –          | – Einw./km²        | 77560        | 77262      |
| Les Marêts                | 153 (2013)     | –          | – Einw./km²        | 77560        | 77275      |
| Melz-sur-Seine            | 363 (2013)     | –          | – Einw./km²        | 77171        | 77289      |
| Montceaux-lès-Provins     | 343 (2013)     | –          | – Einw./km²        | 77151        | 77301      |
| Rupéreux                  | 102 (2013)     | –          | – Einw./km²        | 77560        | 77396      |
| Saint-Martin-du-Boschet   | 290 (2013)     | –          | – Einw./km²        | 77320        | 77424      |
| Sancy-lès-Provins         | 343 (2013)     | –          | – Einw./km²        | 77320        | 77444      |
| Sourdun                   | 1465 (2013)    | –          | – Einw./km²        | 77171        | 77459      |
| Villiers-Saint-Georges    | 1210 (2013)    | –          | – Einw./km²        | 77560        | 77519      |
| Voulton                   | 301 (2013)     | –          | – Einw./km²        | 77560        | 77530      |

## Bevölkerungsentwicklung
| 1982 | 1990 | 1999 | 2006 |
| ---- | ---- | ---- | ---- |
| 5986 | 6764 | 7511 | 8312 |